# Ернст Борински
Ернст Борински (26. новембар 1901 — 26. мај 1983) је био немачко-јеврејски социолог и интелектуалац, који је критиковао Законе Џима Кроуа у Мисисипију током 1950-их и 1960-их година

## Детињство и младост
Борински је рођен у граду Катовице, у тада немачком царству (сада Катовице, Пољска). Основне студије је завршио на Универзитету у Берлину.
Дана 21. марта 1938. године, дошао је у Њујорк. Након што је одслужио четири године у америчкој војсци за време Другог светског рата, Борински је магистрирао социологију на Универзитету у Чикагу и докторирао Социологију у Закону на Универзитету у Питсбургу.

## Каријера
Године 1947, он је прихватио позицију професира на Тоугал колеџу, који се налази у Тоугало, Мисисипи. Поред предавања социологије, Борински је такође предавао руски и немачки.
Током 1950-их и 1960-их, Борински редовно организују састанци између црних и белих групама поводом расне нетрпељивости. Он је често држао говоре на Милсапс колеџу. Као последица својих активности, Борински био предмет истраге од стране државе Мисисипи.
Борински је наставио да предаје на Тоугало док није умро 26. маја 1983. у 81. години. Сахрањен је на малом гробљу на кампусу.

## Наслеђе
Постоји комплекс на Тоугало кампусу који се зове по њему.
У јануару 2000. године, Тоугало колеџа је спонзорисао своју прву годишњу историју конференцију у његову част. Мисипијев огранак америчке уније за грађанске слободе даје своју годишњу награду у његово име.
Борински је једна од тема профилисаних у документарцу, Од Свастике до Џим Крова, који гледа на јеврејске избеглице који предају на факултетима средином 20. века.